# 羽田次郎
羽田 次郎（はた じろう、1969年9月7日 - ）は、日本の政治家。立憲民主党所属の参議院議員（2期）。

## 経歴
東京都千代田区生まれ。その後兄と同じく世田谷区に暮らす。成城学園中学校、フランスのアルザス成城学園高等部卒業後、米ウェイクフォレスト大学中退。父である羽田孜衆議院議員（当時）の私設秘書や、経営相談会社の社長を務める。
2011年、第17回統一地方選挙の一環で行われた世田谷区議会議員選挙に民主党公認で立候補するも落選した。
2017年、第48回衆議院議員総選挙では希望の党より比例東京ブロック単独29位で立候補、落選。
2020年12月27日、兄で参議院議員の羽田雄一郎が新型コロナウイルス感染症のため死去。
2021年1月30日、雄一郎の後援会「千曲会」は雄一郎の死去に伴う補選をめぐり幹部会合を開き、後継として次郎の擁立を決定した。同年4月25日に行われた参議院長野選挙区補欠選挙に、立憲民主党の公認と後援会「千曲会」の支援、国民民主党、日本共産党、社会民主党の推薦を受けて立候補。自民党の公認を受けた元衆議院議員の小松裕らを破り初当選した。
同年10月31日の第49回衆議院議員総選挙で立憲民主党は議席を「109」から「96」に減らし、11月2日、枝野幸男代表は引責辞任を表明。枝野の辞任に伴う代表選挙（11月30日実施）では泉健太の推薦人に名を連ねた。
2024年12月3日、立憲民主党公認で翌年7月の第27回参議院議員通常選挙の長野県選挙区から出馬することが内定した。当開票の結果、当選。

## 政策
- 日本国憲法の改正に賛成。改正すべき項目として情報公開、地方自治、緊急事態条項を挙げている[12]。日本国憲法第9条に関しては2017年の衆院選の際は改正して、自衛隊の役割や限界を明記すべきとしていた[13]が、2021年の参院補選の際は反対に転じた[14]。
- アベノミクスを評価しない[12][13]。
- 高度プロフェッショナル制度の導入に賛成[13]。
- 所得や資産の多い人に対する課税を強化すべき[12]。
- 将来的な消費税率の10%以上への引き上げに反対[12][14]。
- 将来的には原子力発電所を廃止すべき[12][13][14]。
- カジノの解禁に賛成[13]。
- 選択的夫婦別姓について、2017年の衆院選時点ではどちらとも言えないとしていた[12]が、2021年の参院補選の際は賛成と回答した[14]。
- 女性宮家の創設に賛成[13]。

### 2021年参議院補欠選挙を巡る政策協定
2021年2月、野党共闘のための政策合意として立憲民主党、日本共産党、社会民主党各県組織が協定書を交わした。そこに記されていた「韓国や北朝鮮との不正常な関係を解消するために、日米同盟に頼る外交姿勢を是正」「原発ゼロの実現」という文言に対し、国民民主党と連合（特にUAゼンセンや自動車総連等の旧同盟系組合）が反発した。その後、羽田は県内の旧民進党系の政治団体である新政信州と政策協定を結び、この中では「原子力エネルギーに依存しない社会の実現」など連合側に配慮した文言となり、連合は推薦を維持した。国民民主党は一時推薦を取り消す意向を示していたが、羽田との間で「同党の重点政策実現に最優先で取り組む」などの合意が得られたとして再推薦を行った。

## 人物
子供のころの夢は探偵・小説家。趣味は空手の稽古。
一人娘がいる。
父・羽田孜や兄・雄一郎同様に夏季には省エネルックを着用して公の場に姿を現すことがある。

## 家族・親族
羽田家
- 曽祖父・貞義 （1864年 - 1933年、長野県人、師範学校校長）
- 祖父・武嗣郎（1903年 - 1979年、長野県人、衆議院議員、農林政務次官）
- 祖母・とし子（1912年 - ?、長野電鉄創業者・神津藤平の三女）
- 父・孜（1935年 - 2017年、衆議院議員、内閣総理大臣）
- 母・綏子（1940年 - 、日本理研ゴム（現・オカモト）の副社長、津下綱平の長女）
- 兄・雄一郎（1967年 - 2020年、参議院議員、国土交通大臣）

## 選挙歴
| 当落 | 選挙                       | 執行日         | 年齢 | 選挙区           | 政党       | 得票数     | 得票率 | 定数 | 得票順位 /候補者数 | 政党内比例順位 /政党当選者数 |
| ---- | -------------------------- | -------------- | ---- | ---------------- | ---------- | ---------- | ------ | ---- | ------------------ | ---------------------------- |
| 落   | 2011年世田谷区議会議員選挙 | 2011年4月24日  | 39   | ーー             | 民主党     | 2234票     | ーー   | 50   | 61/82              | /                            |
| 落   | 第48回衆議院議員総選挙     | 2017年10月22日 | 30   | 比例東京ブロック | 希望の党   | ーー票     | ーー   | 17   | /                  | 28/3                         |
| 当   | 第25回参議院議員補欠選挙   | 2021年4月25日  | 51   | 長野県選挙区     | 立憲民主党 | 41万5781票 | 54.77% | 1    | 1/3                | /                            |
| 当   | 第27回参議院議員通常選挙   | 2025年07月20日 | 55   | 長野県選挙区     | 立憲民主党 | 43万334票  | 42.77% | 1    | 1/5                | /                            |